# Vieux-Port (Eure)
Vieux-Port is een gemeente in het Franse departement Eure (regio Normandië) en telt 60 inwoners (2009). De plaats maakt deel uit van het arrondissement Bernay.

## Geografie
De oppervlakte van Vieux-Port bedraagt 0,6 km², de bevolkingsdichtheid is dus 100 inwoners per km².
De onderstaande kaart toont de ligging van Vieux-Port (Eure) met de belangrijkste infrastructuur en aangrenzende gemeenten.

## Demografie
Onderstaande figuur toont het verloop van het inwonertal (bron: INSEE-tellingen).

## Foto's

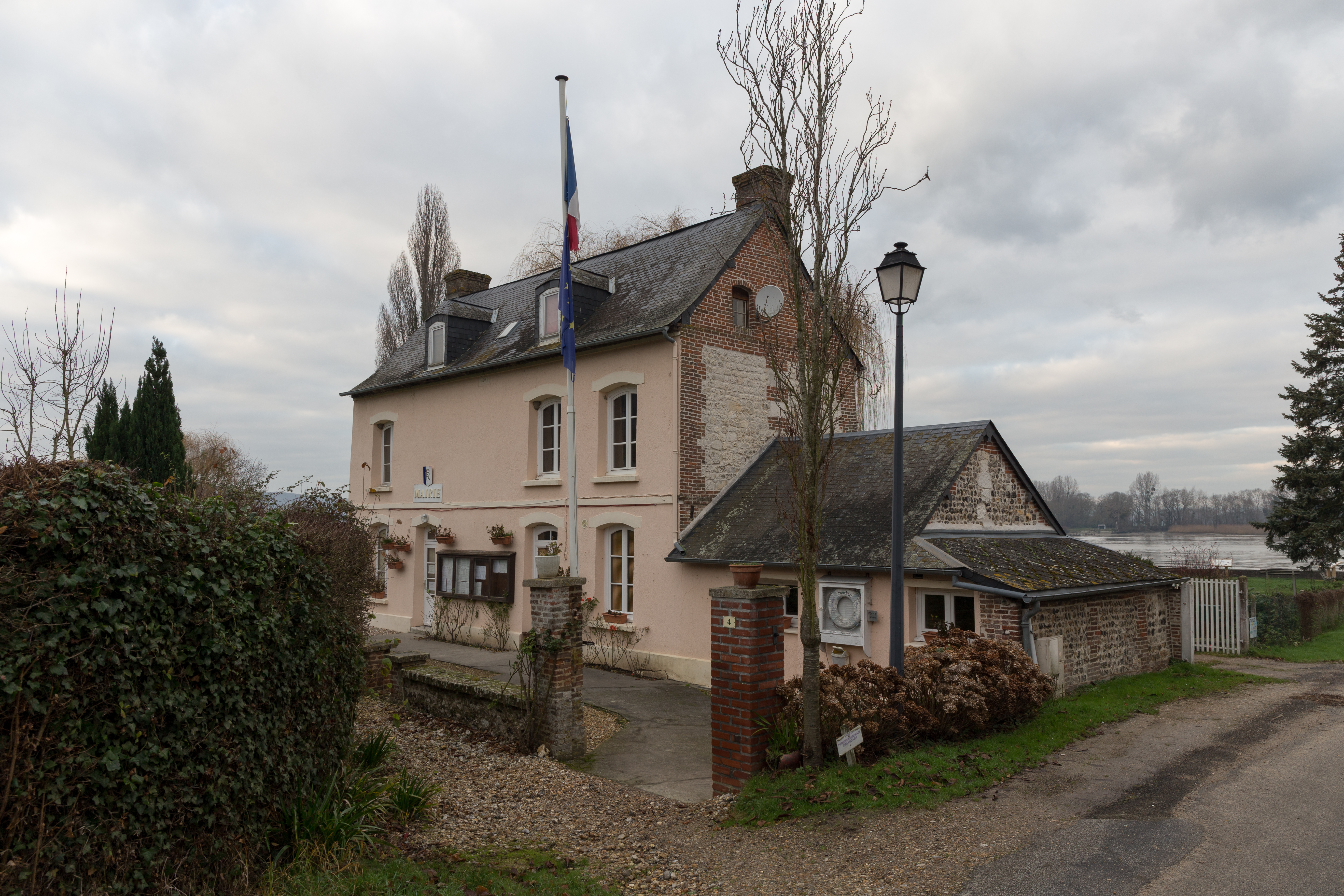
Gemeentehuis
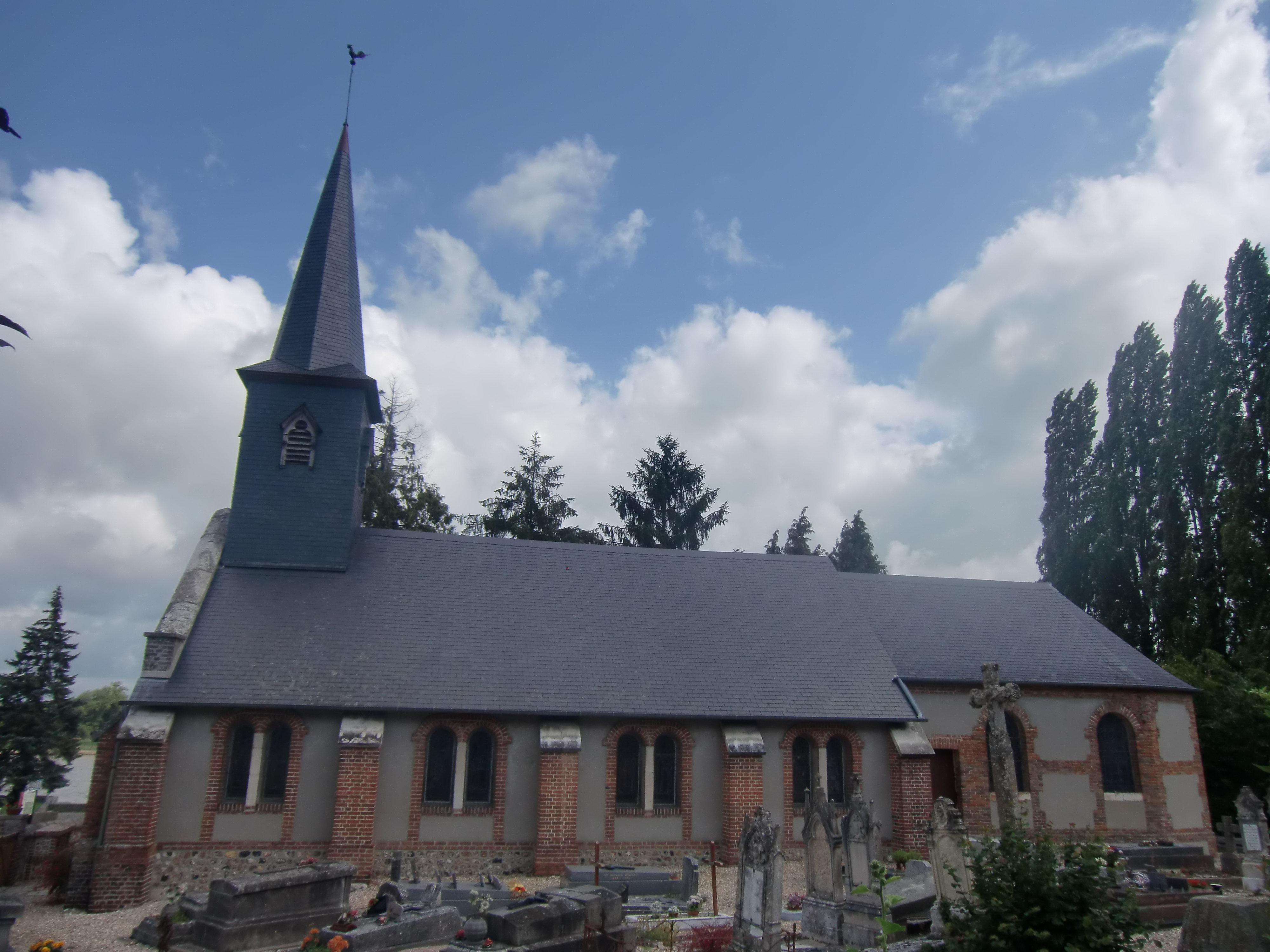
Saint-Michelkerk
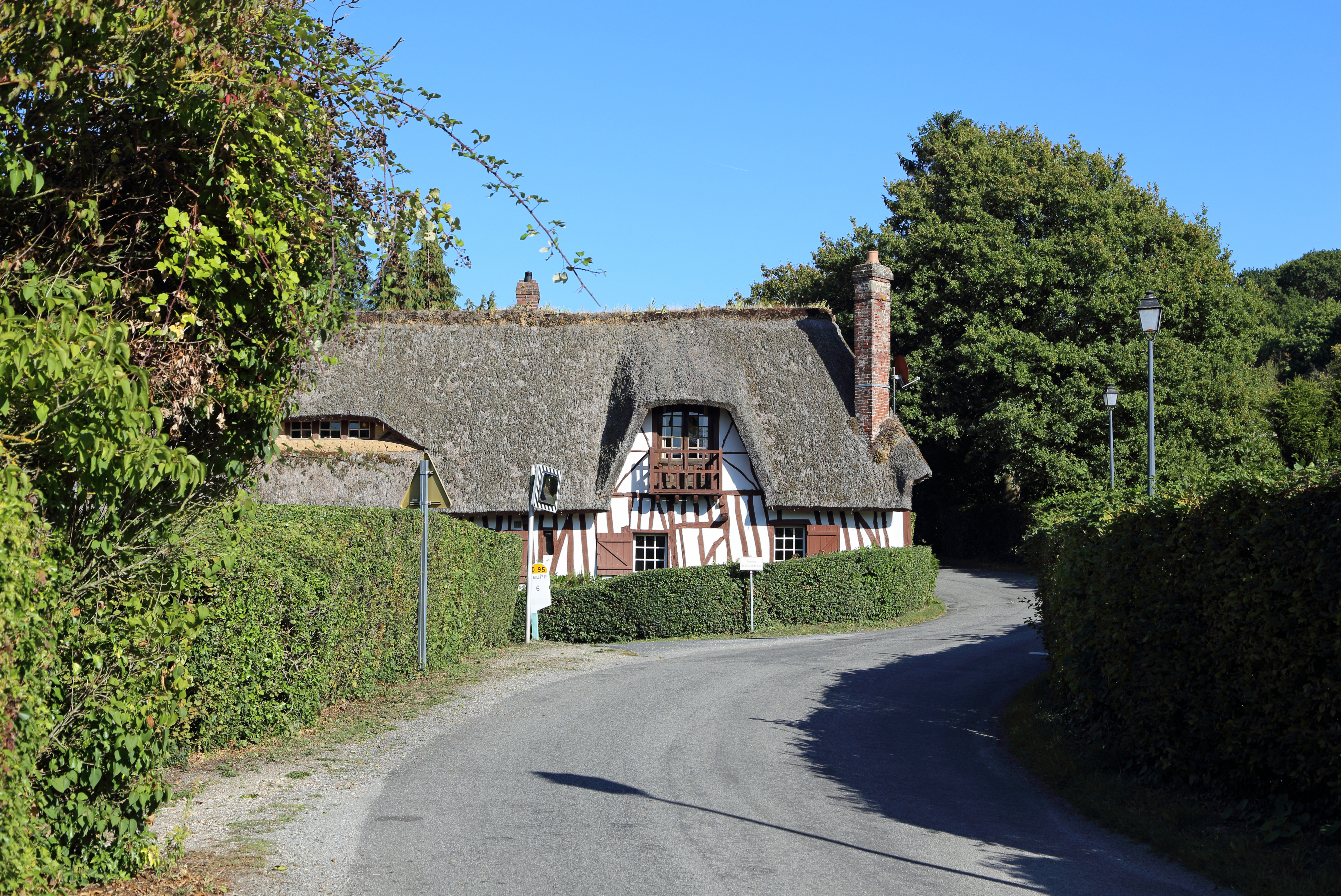
Hoofdstraat met typische woning
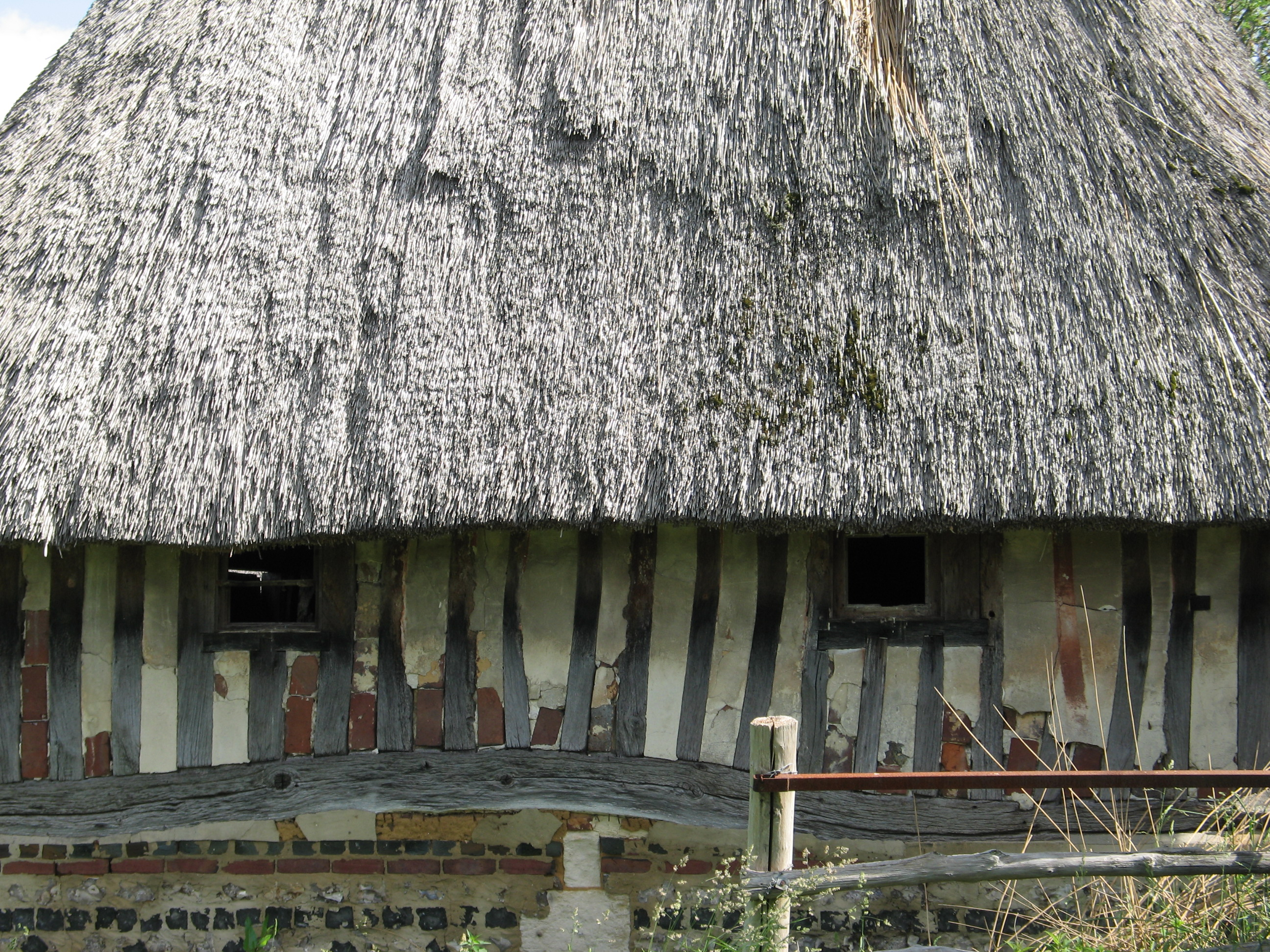
Woning in Normandische stijl
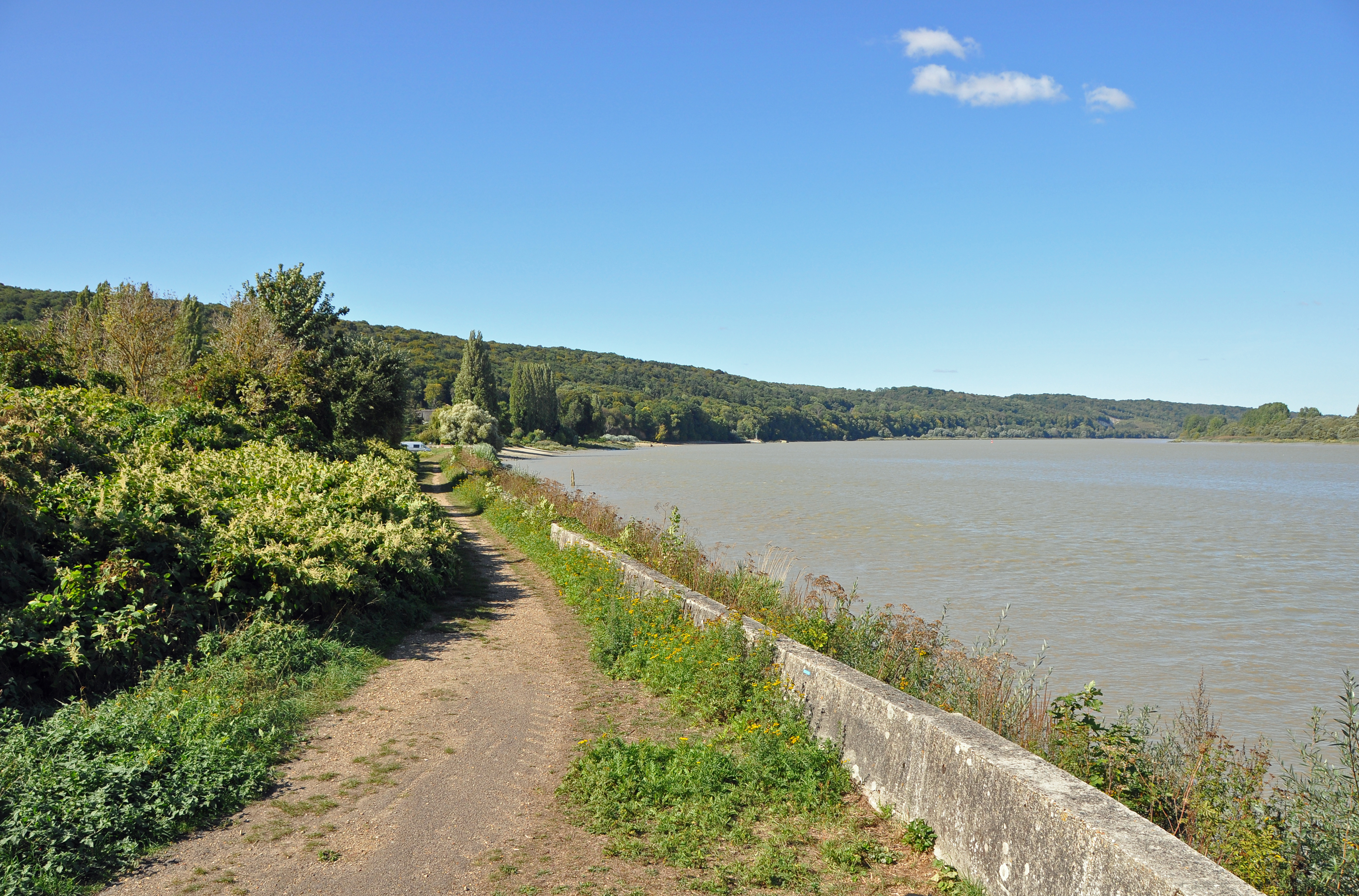
De Seine in Vieux-Port

1. ↑  Populations de référence 2022.